# 蘭瓌
蘭瓌（?—?），昌黎郡棘城县（今辽宁省锦州市义县）人，南燕官员。
蘭瓌在南燕担任冠军将军，封宜阳公。他是南燕献武帝慕容德的女婿，娶慕容德之女乐安公主。

## 家庭

### 父
- 兰审，燕文明帝慕容垂舅舅的儿子，顿丘王、侍中

### 母
- 新城公主，燕文明帝慕容皝之女[1]

### 妻
- 乐安公主，燕献武帝慕容德之女[1]

### 子
- 蘭荣，北魏平秦郡太守、新昌侯，夫人雁门郡太守，广宁燕文智之女[1]

### 孙
- 兰英，魏郡太守
- 蘭幼檦（435年—516年八月十四），字树生，卒于河阴景平里，夫人贺氏[1]